# 세이프서치
세이프서치(SafeSearch)는 포르노그래피와 잠재적으로 공격적인 내용에 대한 자동화된 필터 역할을 하는 구글 검색, 구글 이미지의 한 기능이다.
2009년 11월 11일, 구글은 구글 계정이 있는 사용자들이 구글 웹과 이미지 검색의 세이프서치 단계에서 잠금을 걸 수 있는 기능을 선보였다. 구성을 하면 설정 변경을 위해 비밀번호가 요구된다.
2012년 12월 12일, 구글은 필터를 완전히 끌 수 있는 옵션을 제거하면서 사용자가 성인물 접근을 위한 더 구체적인 검색 쿼리를 입력하도록 요구하였다.

## 효율성
하버드 법학대학원의 Berkman Center for Internet & Society에 따르면 세이프서치는 검색 결과 나열 항목으로부터 수많은 무해한 웹사이트들을 제외하였다고 진술하였으며, 여기에는 백악관, IBM, 미국 도서관 협회, 리즈 클라이본이 만든 자료들이 포함되었다. 한편, 아무 잘못이 없는 검색 용어를 입력할 때에도 수많은 포르노그래피 이미지들이 필터를 빠져나간다. 특정 검색 항목을 블랙리스트 처리하는 일은 동음이의어에 의해 어려움이 있으며(예: beaver), 특정 URL을 블랙리스트 처리하는 일은 포르노 사이트의 URL 변경에 의해 비효율적으로 렌더링되며, 소프트웨어가 포르노물의 상당한 살빛 톤(tone)의 이미지를 태그하는 일은 문제가 되는데 아기의 다양한 피부톤과 사진들이 많은 살빛 톤을 지니는 경향이 있기 때문이다. 구글의 포르노 필터링 기능은 중화인민공화국과의 관계에서 중요한 요인이 되고 있다.